# قصعين أصغر
قصعين أصغر (الاسم العلمي:Salvia minor) هو نوع غير مؤكد من النباتات يتبع جنس القصعين من الفصيلة الشفوية.